# Municipalita Chelvačauri
Municipalita Chelvačauri je jedna z šesti správních územních jednotek v autonomní oblasti Adžárie v Gruzii. Mezi lety 1929 až 1967 součást Batumského okresu. Mezi lety 1968 až 2006 jako Chelvačaurský okres (rajon). Administrativním centrem je od roku 2011 město Batumi. Dřívější administrativní centrum obec Chelvačauri se stala součástí Batumi.

## Charakteristika municipality
Charakteristika:
- Rozloha: 413 km2
- Počet obyvatel: 51 189 obyvatel (2014)
- Úřední jazyk: gruzínština
- Náboženské vyznání většiny obyvatel: pravoslaví

Národnostní složení (2014): Gruzíni – 99%, ostatní (Arméni, Rusové a další) – 1%
Hranice:
- západní hranice tvoří Černé moře a samostatné město Batumi
- na severu sousedí s municipalitami autonomní republiky Adžárie – Municipalita Kobuleti
- na východě sousedí s municipalitami autonomní republiky Adžárie – Municipalita Keda
- na jihu sousedí s Tureckem – provincie Artvin

## Seznam obcí
Centrem municipality je město Batumi (část Chelvačauri).
Municipalitu Chelvačauri tvoří celkem 11 administrativních jednotek (2008):
| Administrativní jednotka | Obec                 | Počet obyvatel | Komunikace               | Poznámka                    |
| ------------------------ | -------------------- | -------------- | ------------------------ | --------------------------- |
| Sarpský                  | Sarpi                |                | S2 (E70)                 | hraniční přechod do Turecka |
| Kirnatský                | Gvara                |                | vedlejší z S45           | —                           |
| Kirnatský                | Zeda Kirnaty         |                | vedlejší z S45           | —                           |
| Kirnatský                | Kirnaty              |                | S45                      | —                           |
| Kirnatský                | Kobalety             |                | vedlejší z S45           | —                           |
| Kirnatský                | Maradydy             |                | S45                      | —                           |
| Kirnatský                | Šušanety             |                | vedlejší z S45           | —                           |
| Kirnatský                | Dzablavety           |                | vedlejší z Maradydy      | —                           |
| Ačarisckalský            | Ačarisckali          |                | S1, S45                  | —                           |
| Ačarisckalský            | Kapnystavi           |                | vedlejší z Ačarisckali   | —                           |
| Ačarisckalský            | Kibe                 |                | vedlejší z Ačarisckali   | —                           |
| Ačarisckalský            | Maglakony            |                | S1                       | —                           |
| Ačarisckalský            | Mačachlispiri        |                | S45                      | —                           |
| Ačarisckalský            | Mirvety              |                | S45                      | —                           |
| Ačarisckalský            | Chertvisi            |                | vedlejší z Ačarisckali   | —                           |
| Mačachelský              | Ačaris Agmarty       |                | vedlejší z Mačachlispiri | údolí Mačachlischevi        |
| Mačachelský              | Zeda Čchutunety      |                | vedlejší z Mačachlispiri | údolí Mačachlischevi        |
| Mačachelský              | Sindyjety            |                | vedlejší z Mačachlispiri | údolí Mačachlischevi        |
| Mačachelský              | Skurdydy             |                | vedlejší z Mačachlispiri | údolí Mačachlischevi        |
| Mačachelský              | Kedkedy              |                | vedlejší z Mačachlispiri | údolí Mačachlischevi        |
| Mačachelský              | Kveda Kokolety       |                | vedlejší z Mačachlispiri | údolí Mačachlischevi        |
| Mačachelský              | Kveda Čchutunety     |                | vedlejší z Mačachlispiri | údolí Mačachlischevi        |
| Mačachelský              | Kokolety             |                | vedlejší z Mačachlispiri | údolí Mačachlischevi        |
| Mačachelský              | Čikunety             |                | vedlejší z Mačachlispiri | údolí Mačachlischevi        |
| Mačachelský              | Cchemlara            |                | vedlejší z Mačachlispiri | údolí Mačachlischevi        |
| Tchilnarský              | Agara                |                | vedlejší z Batumi        | —                           |
| Tchilnarský              | Zeda Tchilnari       |                | vedlejší z Batumi        | —                           |
| Tchilnarský              | Tchilnari            |                | vedlejší z Batumi        | —                           |
| Tchilnarský              | Macho                |                | vedlejší z Batumi        | —                           |
| Tchilnarský              | Murvanety            |                | vedlejší z Batumi        | —                           |
| Tchilnarský              | Ombolo               |                | vedlejší z Batumi        | —                           |
| Tchilnarský              | Simonety             |                | vedlejší z Batumi        | —                           |
| Čarnalský                | Avgija               |                | vedlejší z Batumi        | —                           |
| Čarnalský                | Achalsopeli          |                | vedlejší z Batumi        | —                           |
| Čarnalský                | Zeda Čarnali         |                | vedlejší z Batumi        | —                           |
| Čarnalský                | Čarnali              |                | vedlejší z Batumi        | —                           |
| Šarabidze'ebský          | Erge                 |                | S1                       | —                           |
| Šarabidze'ebský          | Zanakidze'ebi        |                | vedlejší z Erge          | —                           |
| Šarabidze'ebský          | Zeda Erge            |                | vedlejší z Erge          | —                           |
| Šarabidze'ebský          | Zeda Džočo           |                | vedlejší z Erge          | —                           |
| Šarabidze'ebský          | Machvilauri          |                | vedlejší z Batumi        | —                           |
| Šarabidze'ebský          | Kveda Džočo          |                | vedlejší z Erge          | —                           |
| Šarabidze'ebský          | Šarabidze'ebi        |                | vedlejší z Batumi        | —                           |
| Šarabidze'ebský          | Chelvačauri (obec)   |                | S1                       | —                           |
| Machindžaurský           | Gantyjady            |                | vedlejší z Batumi        | —                           |
| Machindžaurský           | Machindžauri (obec)  |                | vedlejší z Batumi        | —                           |
| Machindžaurský           | Šua Machindžauri     |                | vedlejší z Batumi        | —                           |
| Achalšenský              | Achalšeny            |                | vedlejší z Batumi        | —                           |
| Achalšenský              | Ganachleba           |                | vedlejší z Batumi        | —                           |
| Achalšenský              | Zeda Achalšeny       |                | vedlejší z Batumi        | —                           |
| Achalšenský              | Sameba               |                | vedlejší z Batumi        | —                           |
| Achalšenský              | Kveda Sameba         |                | vedlejší z Batumi        | —                           |
| Achalšenský              | Chegru               |                | vedlejší z Batumi        | —                           |
| Perijský                 | Achalšenys Meurneoba |                | vedlejší z Batumi        | —                           |
| Perijský                 | Mnatobi              |                | vedlejší z Batumi        | —                           |
| Perijský                 | Perija               |                | vedlejší z Batumi        | —                           |
| Ortabatumský             | Agara                |                | vedlejší z Batumi        | —                           |
| Ortabatumský             | Kaprešumi            |                | vedlejší z Batumi        | —                           |
| Ortabatumský             | Masaura              |                | vedlejší z Batumi        | —                           |
| Ortabatumský             | Ortabatumi           |                | vedlejší z Batumi        | —                           |
| Ortabatumský             | Salibauri            |                | vedlejší z Batumi        | —                           |
| Ortabatumský             | Kveda Salibauri      |                | vedlejší z Batumi        | —                           |
| Ortabatumský             | Gorolistavi          |                | vedlejší z Batumi        | —                           |
| Ortabatumský             | Cinsvla              |                | vedlejší z Batumi        | —                           |